# ナタリア・ゴンチャロワ (画家)

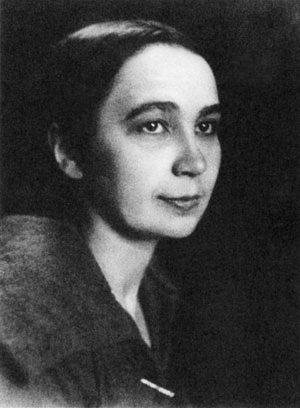
ナタリア・ゴンチャロワ

ナタリア・セルゲーエヴナ・ゴンチャロワ（ロシア語: Ната́лия Серге́евна Гончаро́ва、英語: Natalia Sergeevna Goncharova、1881年7月4日 - 1962年10月17日）は、ロシア・アヴァンギャルド運動の著名な美術家・デザイナー。生涯にわたるパートナーとなるミハイル・ラリオーノフとともに立体未来主義を標榜した。
同名の大叔母ナタリアは、大詩人アレクサンドル・プーシキンの夫人である。
「ナタリア」は、「ナタリヤ」とも表記され、「ゴンチャロワ」は、「ゴンチャローワ」「ゴンチャロヴァ」とも表記される。

## 略歴
1881年にトゥーラ近郊の村ナガイェヴォに生まれる。モスクワ美術アカデミーに彫刻を学ぶが、1904年に絵画に復帰。ロシア民芸のプリミティヴな側面に深く触発されて、フォーヴィズムやキュビズムの要素も取り入れつつ、自作でプリミティヴィスムを確立しようと模索した。当初はラリオーノフとともにレイヨニスムを展開する。ふたりは革命前夜のロシア前衛芸術運動の主要な創始者であり、1912年に展覧会「ロバの尻尾」を主宰した。1911年にミュンヘンの前衛美術グループ「青騎士（Der Blaue Reiter）」に創設メンバーとして加入し、1912年の青騎士展にも出品。
「ロバのしっぽ」は西欧美術の影響力に意図的な歯止めを掛け、近代美術におけるロシア画派の独立を確定するものとして構想された。しかしながら後年のゴンチャロワの絵画では、ロシア未来派の影響が非常に如実である。当初はロシアの民具やイコンに心酔していたものの、ロシアでは、「自転車乗り」や、その後のレイヨニスムによる絵画で有名になった。ラリオーノフとともにモスクワの未来派の指導者として、イタリア未来派と同趣向の講演会も組織した。またゴンチャロワは、グラフィックデザインにも関与して、未来派の様式で挿し絵つきの本を出版した。
1915年にジュネーヴでバレエの衣裳と舞台をデザインする。1921年にパリに移り、セルゲイ・ディアギレフのロシア・バレエ団のために数々の舞台をデザインした。
1939年にフランスに帰化。1962年にパリに客死。
2007年6月18日に、クリスティーズに1909年の油彩画「リンゴ摘み」が出品されると、490万ポンドに高騰し、女性画家の作品としての最高額を達成し、更に2010年2月には、同じくクリスティーズにおいて油彩画『スペイン』が642万5250ポンドで落札され記録を更新した。

## 作品

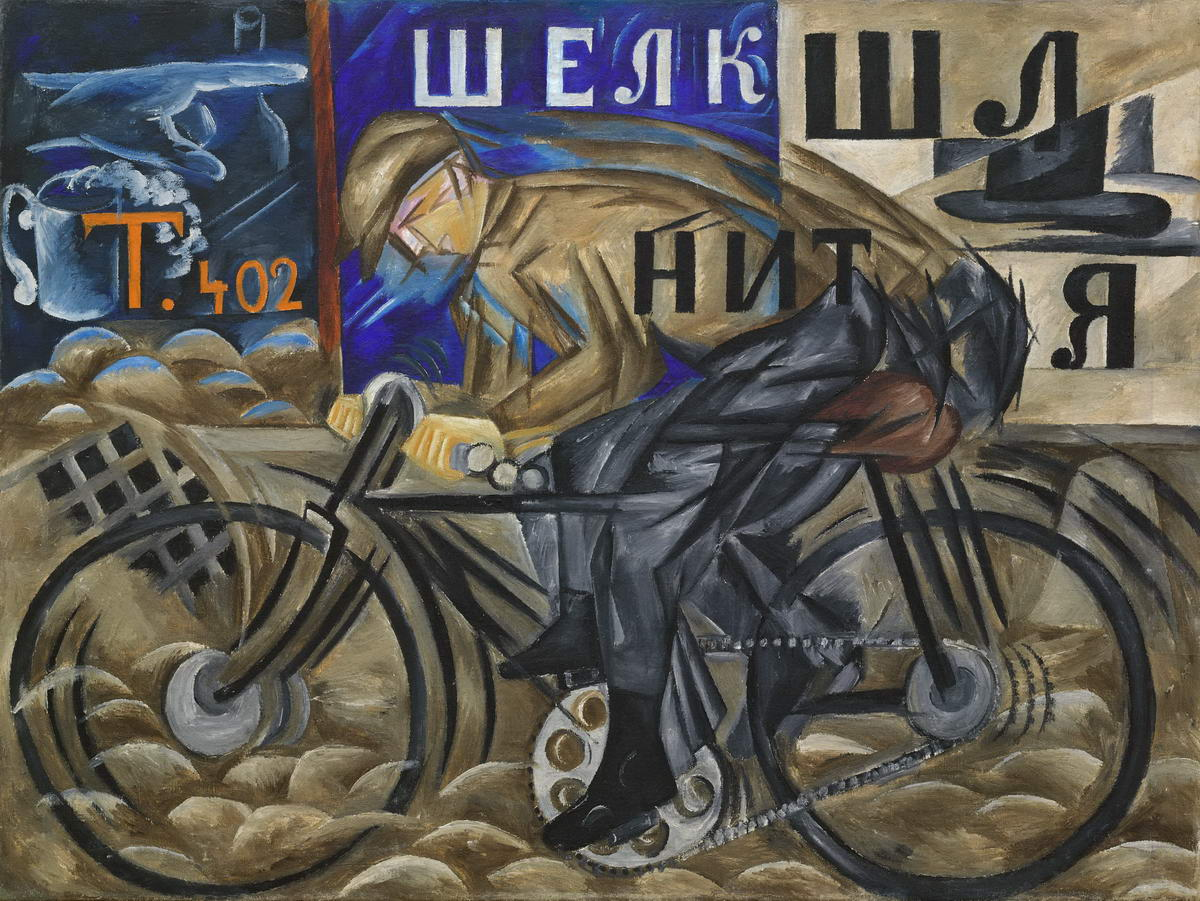
«Велосипедист» (英: Cyclist)、1913年
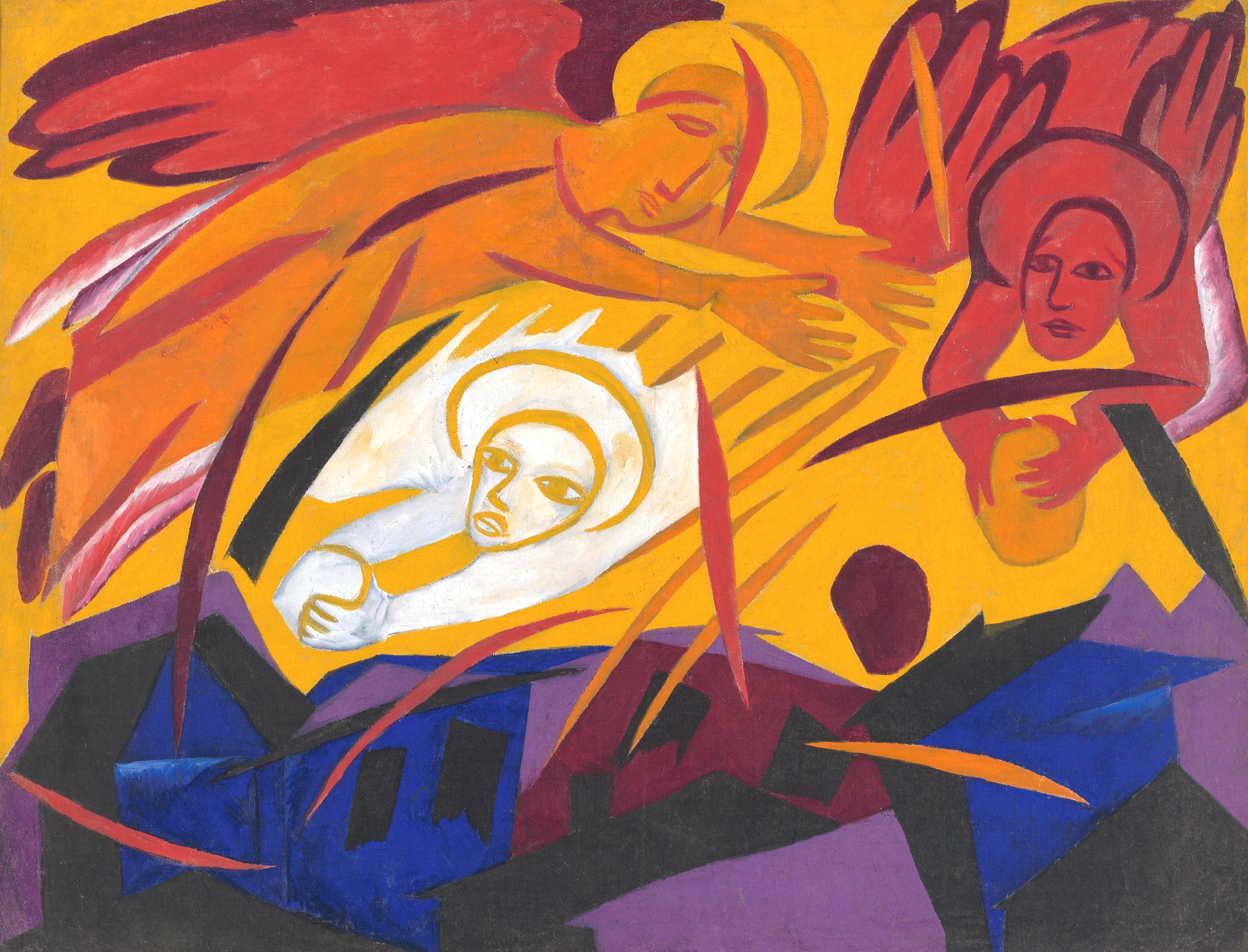
『街に石を投げる天使』、1911年
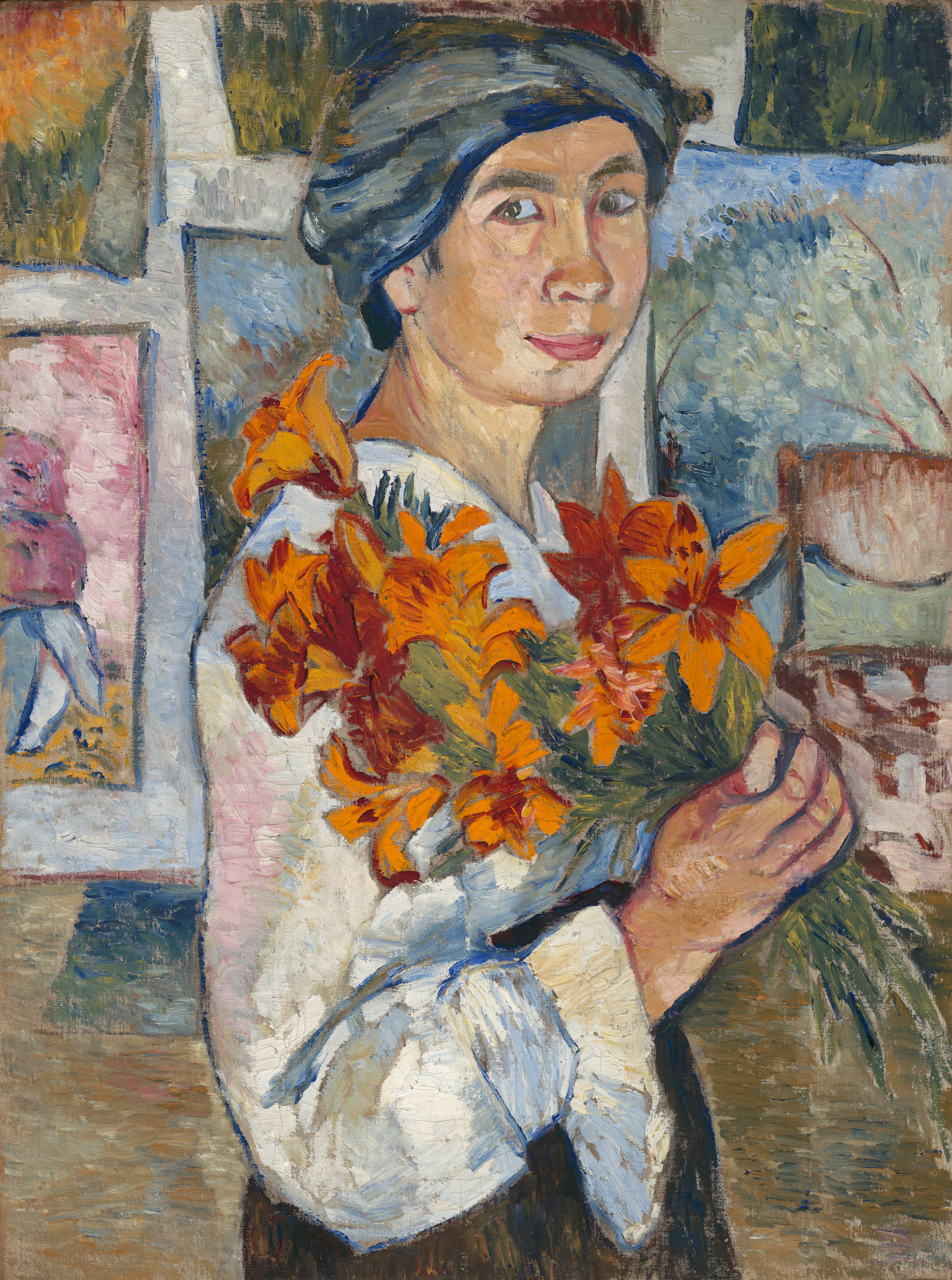
『自画像』
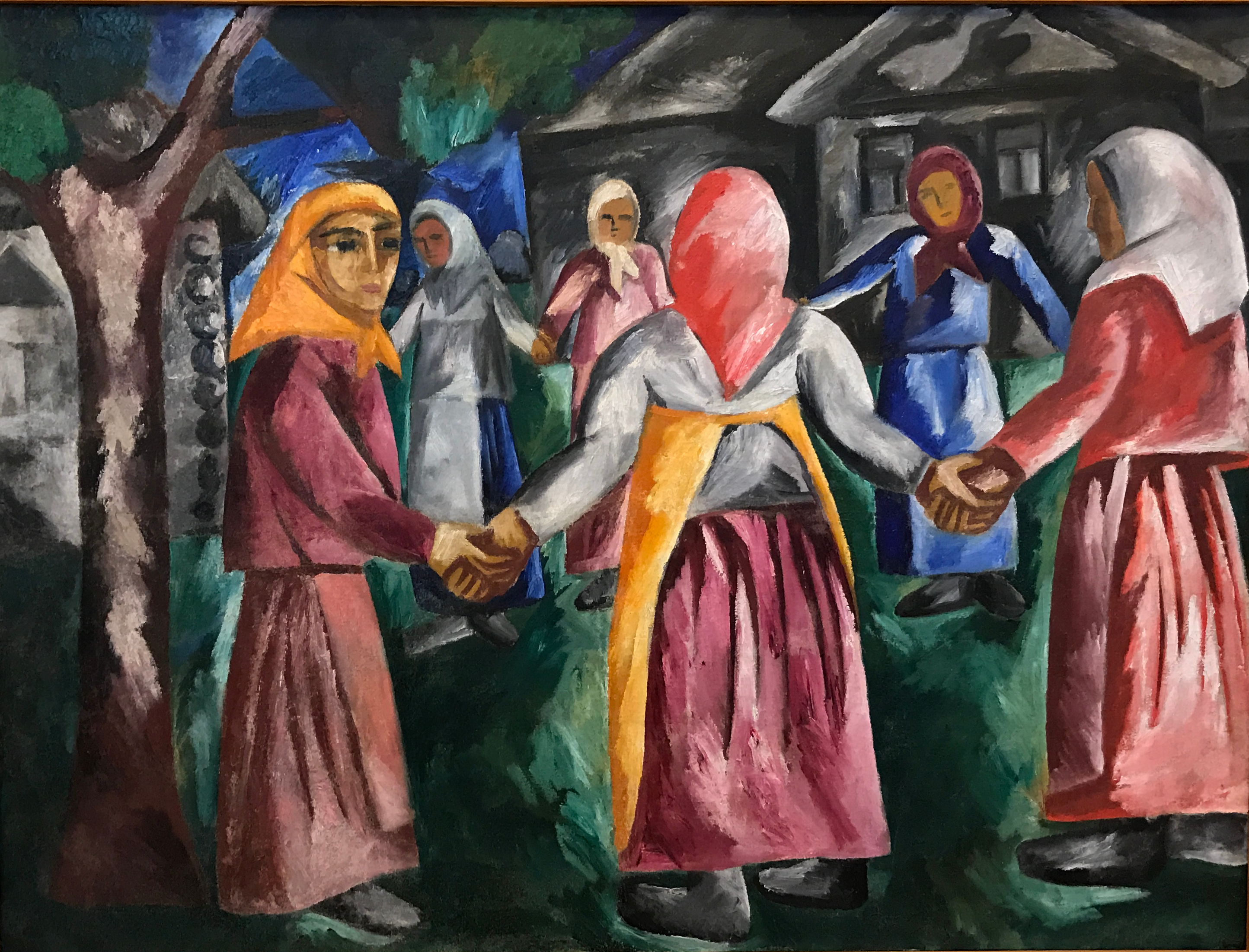
『ダンス』
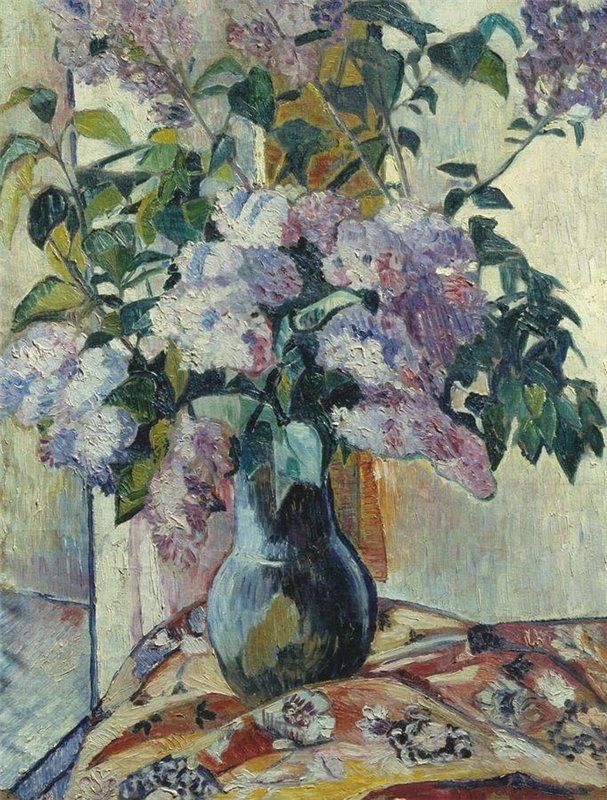
『ライラック』、1906年